# 韓国投資公社
韓国投資公社 (かんこくとうしこうしゃ)(한국투자공사,Korea Investment Corporation)は2005年に韓国政府によって設立された公社である。韓国の外貨準備資産を運用する。政府出資、設立であるが、営利目的であり独立性を保持している。
韓国銀行の170億ドルの外貨準備金と30億ドルの企画財政部の為替安定基金を運用する。